# Ricky McCormick
Ricky Joe McCormick, né le 14 mars 1952 à Independence (Montana), est un skieur nautique américain des années 1960 et 1970. 

## Carrière (1960-1982)
Né en 1952 à Independence (Montana), fils de Earl et Lorraine McCormick, Ricky McCormick est le cadet d’une famille déjà grandement active dans le milieu du ski nautique, notamment dans le cadre de shows de ski nautique dans la région des Monts Ozark. À l’âge de 5 ans, il fait ses premiers débuts et sera tout naturellement intégré dans le show de ses parents.
Grâce à ses capacités naturelles et à l’encadrement sportif qui lui est fourni par sa famille, McCormick participe à sa première compétition en 1960, l’Open d’Omaha, à l’âge de 8 ans, remportant par la même occasion les figures, et se classant second en saut et troisième en slalom. Ses performances en figures lui permettent alors d’obtenir les minima afin de participer aux championnats nationaux la même année.
McCormick remporte le titre national Junior en figures lors de l’année 1962, et conservera ce titre pendant huit années consécutives tout en changeant de catégorie. Il remportera dans l’ensemble de sa carrière 25 titres nationaux.
Au niveau international, McCormick remporte le titre mondial en figures lors des championnats du Monde de 1971 à Barcelone, puis le titre de saut en 1973 à Bogota. Concernant d’autres titres internationaux, McCormick obtiendra également l’argent en figures en 1969 et le bronze en 1967 et 1973 ; l’argent en slalom en 1973 ; et enfin 2 fois l’argent puis le bronze en combiné de 1971 à 1975.
Il est également l’un des très rares médaillés olympiques de l’histoire du ski nautique, puisqu'il remporte avec l’équipe des États-Unis les médailles d’or en figures et en saut lors des Jeux olympiques d'été de 1972 à Munich. Lors de ces Jeux, le ski nautique était en effet un sport de démonstration, mais n’est cependant toujours pas aujourd’hui une discipline olympique.

## Retraite
Ricky McCormick prend officiellement sa retraite en 1982. Il dirigera la McCormick's Waterski School pendant plusieurs années avant de laisser ses rennes à son fils Michael.

## Distinctions et reconnaissance du monde du ski nautique
La marque Cypress Garden, assez influente dans les années 1970 et 1980, éditera une version spéciale de son ski de slalom Tech-1, dédicacée par Ricky McCormick.
En 1988,  soit lors de sa première année d’éligibilité, il Ricky McCormick entre dans le « Hall of Fame » de l’ISWF, la fédération internationale de ski nautique, au vu de sa carrière exceptionnelle et de ses actions en faveur du développement du ski nautique.

## Anecdotes
Son succès en figures est grandement lié à ses capacités d’équilibre et de coordination. Pour s’entrainer, il fut l’un des premiers à s’exercer sur un trampoline et était également très doué à monocycle, au point de devenir familier des compétitions nationales dans ce sport. Il était également dans sa jeunesse un grand adepte du judo.